# Ivar Afzelius
Johan Fredrik Ivar Afzelius (i riksdagen kallad Afzelius i Stockholm), född 15 oktober 1848 i Uppsala, död 30 oktober 1921 i Stockholm, var en svensk jurist och politiker.

## Biografi
Afzelius avlade mogenhetsexamen 1867 och blev inskriven vid Uppsala universitet samma år. 1873 blev han juris utriusque kandidat och avlade juris utriusque licentiatexamen och promoverades till juris utriusque doktor 1877. 1878 blev Afzelius vice häradshövding. Han blev extra ordinarie professor i processrätt vid Uppsala universitet 1879 och därefter justitieråd 1891. Han blev ordförande i Lagberedningen 1902 och var president i Svea hovrätt 1910–1918.
Afzelius var riksdagsledamot (första kammaren) 1898–1903 och 1905–1915 och talman i första kammaren 1912–1915 samt ledamot av Kungliga Vetenskapsakademien 1905 och ledamot av Svenska Akademien 1907. 1905–1921 var Afzelius ledamot av permanenta skiljedomstolen i Haag.

## Juridiska arbeten
Afzelius studerade 1874–1875 pandekträtt i Leipzig och Göttingen under Windscheid och Ihering. Ett resultat av detta blev avhandlingen Om cession af fordringar enl svensk rätt (1877). Sin praktiska domarutbildning fick han hos en vän och kom därmed under inflytande av traditionen från sin morfar J. G. Richert. Specimen för hans processrättsprofessur var den högt uppskattade monografin Om parts ed såsom processuellt institut (1879).
Efter studieresor i främmande länder gav Afzelius 1882, på offentligt uppdrag, ut Grunddragen af rättegångsförfarandet i tvistemål, ett arbete som främjat verklig trohet mot svensk rättstradition.
Framgångsrikt blev också hans deltagande i den gemensamma nordiska sjölagskommittén, vilket resulterade i 11 upplagor. Samarbetet i denna kommitté knöt också Afzelius nära till jurister från de nordiska grannländerna.
Förväntningarna på att Afzelius efter invalet i första kammaren skulle inta en ledande ställning även i politiken infriades dock inte. Några år var han dock där ledare för den moderata gruppen innan denna gick upp i första kammarens nationella parti. Sedan han blivit ordförande i Lagberedningen återupptog han med stor kraft arbetet där, och ett förslag till jordabalk utarbetades, vars första del upphöjdes till lag 1907. De övriga delarna av förslaget har utövat ett betydande inflytande på utvecklingen i praxis.
Afzelius intog en obestridd auktoritativ ställning och var under flera decennier den centrala gestalten i den svenska juristvärlden.

## Familj
Ivar Afzelius var son till Fredrik Afzelius och Edla Richert samt dotterson till Johan Gabriel Richert. Ivar Afzelius gifte sig 1883 med Anna Richert (1862–1930), som var dotter till Janne Richert och Anna Granfelt från Dal. Makarna Afzelius hade fem barn: Ellen Tiselius, Axel Afzelius, Märta Afzelius, bibliotekarien Ingrid Afzelius (1890–1976) och Sven Afzelius.

## Utmärkelser
- Riddare och kommendör av Kungl. Maj:ts orden (Serafimerorden), 6 juni 1910.[5]
- Kommendör med stora korset av Nordstjärneorden, 1 december 1900.[6]
- Kommendör av första graden av Danska Dannebrogorden, senast 1909.[7]
- Kommendör av andra klassen av Norska Sankt Olavs orden, senast 1909.[7]